# Ruy Serra
Ruy Serra (* 23. März 1900 in Campinas, Brasilien; † 19. September 1986) war Bischof von São Carlos.

## Leben
Ruy Serra empfing am 9. Dezember 1923 durch den Bischof von São Carlos do Pinhal, José Marcondes Homem de Melo, das Sakrament der Priesterweihe.
Am 13. Februar 1948 ernannte ihn Papst Pius XII. zum Bischof von São Carlos. Der Bischof von Campinas, Paulo de Tarso Campos, spendete ihm am 1. Mai desselben Jahres die Bischofsweihe; Mitkonsekratoren waren der Bischof von Sorocaba, José Carlos de Aguirre, und der Bischof von Ribeirão Preto, Manuel da Silveira d’Elboux.
Ruy Serra nahm an allen vier Sitzungsperioden des Zweiten Vatikanischen Konzils teil.